# Юрґіс Кунчинас
Ю́рґiс Ку́нчинас (лит. Jurgis Kunčinas, 13 січня 1947, Алітус — 13 грудня 2002, Вільнюс) — литовський поет, прозаїк, ессеїст, перекладач.

## Біографія
Вивчав німецьку філософію у Вільнюському університеті в 1964–1968 рр. Після служби в армії працював вихователем в гуртожитку, вантажником, санітаром, лаборантом на метеостанції, екскурсоводом, редактором, перекладачем з німецької мови. Жив у Вільнюсі, останні роки — в районі Жверинас.

## Творчість
я з'явилася в 1968 році. З 1977 року опублікував 6 томів лірики, 7 збірок оповідань, новел для дітей та есеїстики, 7 романів. Постійно публікувався в литовських періодичних виданнях. Написав значну кількість п'єс для радіо та кіносценаріїв. Кунчинас перекладав твори Ф. Дюрренматта, В. Борхерта, Г. Грасса, Е. Канетті, З. Ленца, Е. Юнгера та інших авторів. Його власні твори перекладені латиською, німецькою, польською, російською, французькою, шведською, естонською, італійською та іншими мовами.
Роман Ю. Кунчинаса «Туула» був визнаний кращою книгою литовської художньої літератури за 1993 рік. У 1994 році за цей роман автор отримав премію Спілки письменників Литви. У січні 2008 видавництво Івана Лімбаха надрукувало обмеженим накладом книгу вибраної прози Юргіса Кунчинаса, в яку увійшли його роман «Туула» та цикл оповідань «Менестрелі в пальті максі».

## Видання
- Takas per girią (Тропа через пущу), вірші. Вільнюс: «Vaga», 1977
- Atidėtas rugsėjis (Відтермінований вересень), вірші. Вільнюс: «Vaga», 1984
- Liepų ratas (Кільце лип), вірші. Вільнюс: «Vaga», 1988
- Labas, sraige, kur eini? (Привіт, равлику, куди прямуєш?), вірші для дітей. Вільнюс: «Vyturys», 1989
- Vaizdas į Mėnulį (Вигляд на Місяць), оповідання. Вільнюс: «Vaga», 1989
- Vainikas «soscinei» (Вінок столиці), нариси. Вільнюс: «Vaga», 1989
- Atgimimo kryžius (Хрест відродження), вірші. Алітус, 1990
- Namai be žiburių (Будинки без вогнів), вірші. Вільнюс: «Vaga», 1991
- Glisono kilpa (Петля Гліссона), роман. Каунас: «Nemunas», 1992
- Tūla (Туула), роман. Vilnius: видавництво Спілки письменників Литви, 1993, 2-е видання: Вільнюс, «Tyto alba», 2007

- Baltųjų sūrių naktis (Ніч білого сиру), повість. Вільнюс: «Amžius», 1995; 2-е видання — Вільнюс: «GIMTASIS ZODIS», 2006
- Didžiosios Žiurkės šešėlis (Тінь Пеликого Щура), історії одного містечка. Вільнюс: «Spauda»,
- Menestreliai maksi paltais (Менестрелі в пальті максі), оповідання. Вільнюс: Вид-во Спілки письменників Литви, 1996
- Laba diena, pone Enrike! (Доброго дня, пане Енріке!), оповідання. Вільнюс: «Vaga», 1996
- Blanchisserie, arba Žvėrynas-Užupis (Blanchisserie, або Жверинас-Ужупіс), роман. Вільнюс: «Tyto alba», 1997
- Kilnojamosios Röntgeno stotys (Mobile Röntgenstationen) (Пересувні Röntgen'овські Установки. Історія хвороби та кохання), роман. Вільнюс: «Alma littera», 1998
- Ašutai iš Gyvenimo Švarko (Кінський волос із Піджака Життя), сумні сатири. Вільнюс: Вид-во Сейма «Valstybės žinios», 1998
- Niekieno namai (Ничей дом), алітуські новели. Алітус, 1999
- Kasdien į karą (Кожен день на війну), роман. Вільнюс: Видавництво Спілки письменників Литви, 2003
- Laisvė yra brangi (Воля дорогá), сатири, мемуари, враження. Вільнюс: Вид-во Сейма «Valstybės žinios», 2001
- Grožio niekad negana (Краси багато не буває), сатири. Вільнюс: «Pasviręs pasaulis», 2001
- Bilė ir kiti (Біле та інші), роман. Вільнюс: «Vaga», 2002.
- Užėjau pas draugą (Зайшов я до друга), оповідання. Вільнюс: Видавництво Спілки письменників Литви, 2003
- Pjūti fjūūt! arba Netiesų dvaras (П'юті-ф'ют! або Брехливий двір), роман. Вільнюс: Вид-во Спілки письменників Литви, 2004

### Переклади німецькою мовою
- Mobile Röntgenstationen. Aus dem Litauischen von Klaus Berthel. ATHENA-Verlag, 2002. ISBN 3-89896-120-6.
- Blanchisserie oder Von Mäusen, Moder und Literatursalons. Aus dem Litauischen von Berthold Forssman. ATHENA-Verlag, 2004. ISBN 3-89896-196-6.